# الخرارة
الخرارة هي قرية في قطر، تقع في بلدية الوكرة. أقرب مدينة لها هي مسيعيد، وتقع إلى الشرق. وهي منطقة صحراوية تتميز بجفاف شديد ووجود حيوانات ترعى مثل الجمل العربي والماعز والأغنام.

## التسمية
يأتي اسم القرية من كلمة «خار» العربية، والتي تعني تقريبًا «صوت المياه الجارية». نظرًا لأن المنطقة تتكون من ارتفاعات متفاوتة وعدة تلال، فإن عملية الصرف السطحي تكون ملحوظة جدًا خلال الأشهر الرطبة.

## جغرافيا
تقع الخرارة في جنوب وسط قطر. تقع قريتا العامرية وأم حوطة في بلدية الريان بالقرب من الغرب.

## التاريخ
وفقًا لريتشارد كيرتس من تقرير واشنطن، عُثر على نقوش مكرسة للإله النبطي قبل الإسلام مناة في الخرارة.
في كتاب دليل الخليج للكاتب جون غوردون لوريمر سنة 1908، يشير إلى الخرارة كموقع بدوي يقع «20 ميلاً جنوب الدوحة و6 ميلا من الساحل الشرقي، بين النقيان وجبلات الطوار». وأشار إلى وجود بئر حجري بعمق 27 قامة تحتوي على مياه عذبة.

## الصناعة
ركزت شركة قطر للمواد الأولية عمليات استخراج الكثبان الرملية هنا بسبب الرواسب الكبيرة نسبيًا في المنطقة.

## الرياضة
تبدأ المرحلة الثانية من رالي سيلين الصحراوي في الخرارة، والذي يمتد لمسافة 345.89 كم، وينتهي في شاطئ سيلين (جزء من مسيعيد).

## صور

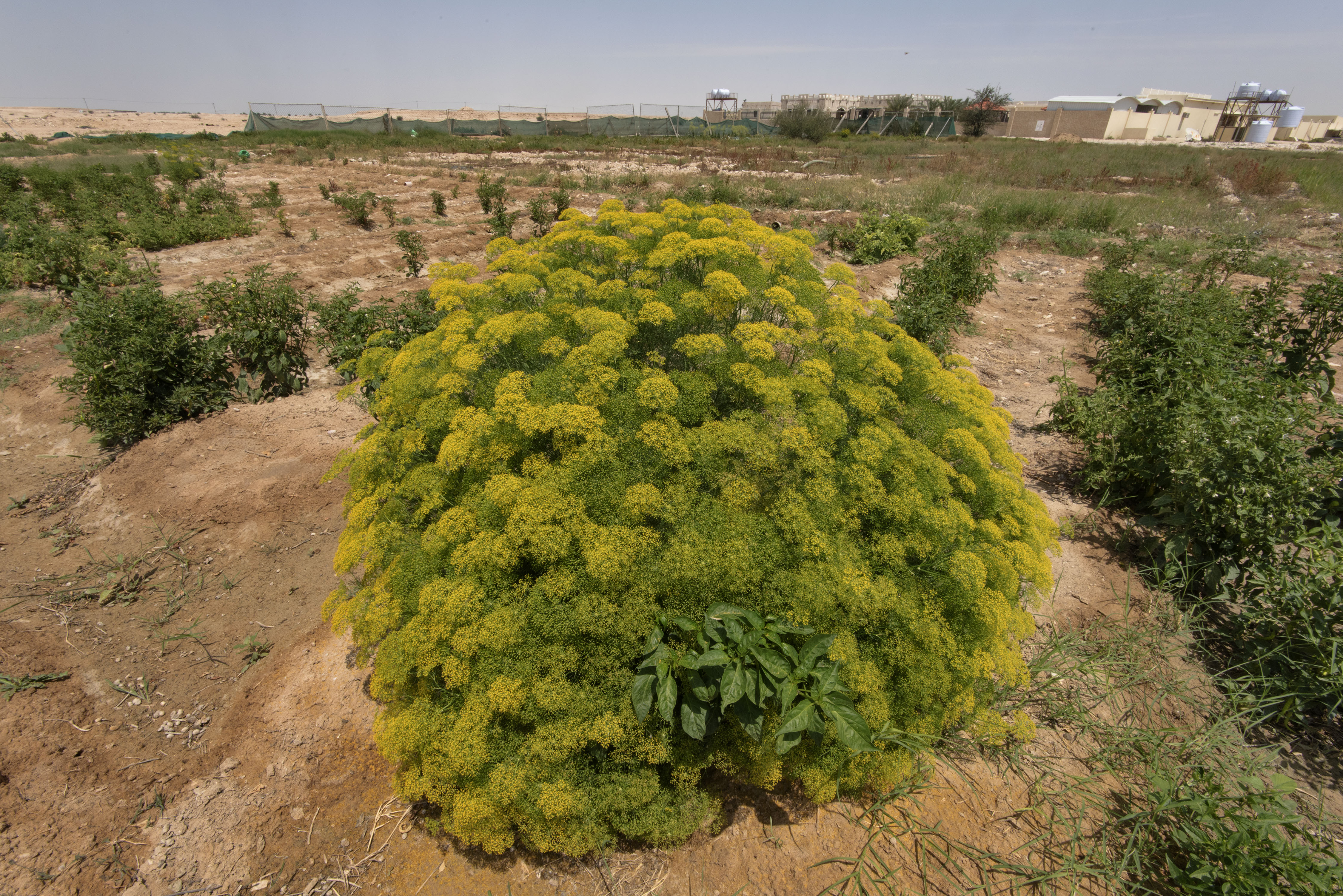
زهرة الشمر في مزرعة صغيرة بالخرارة
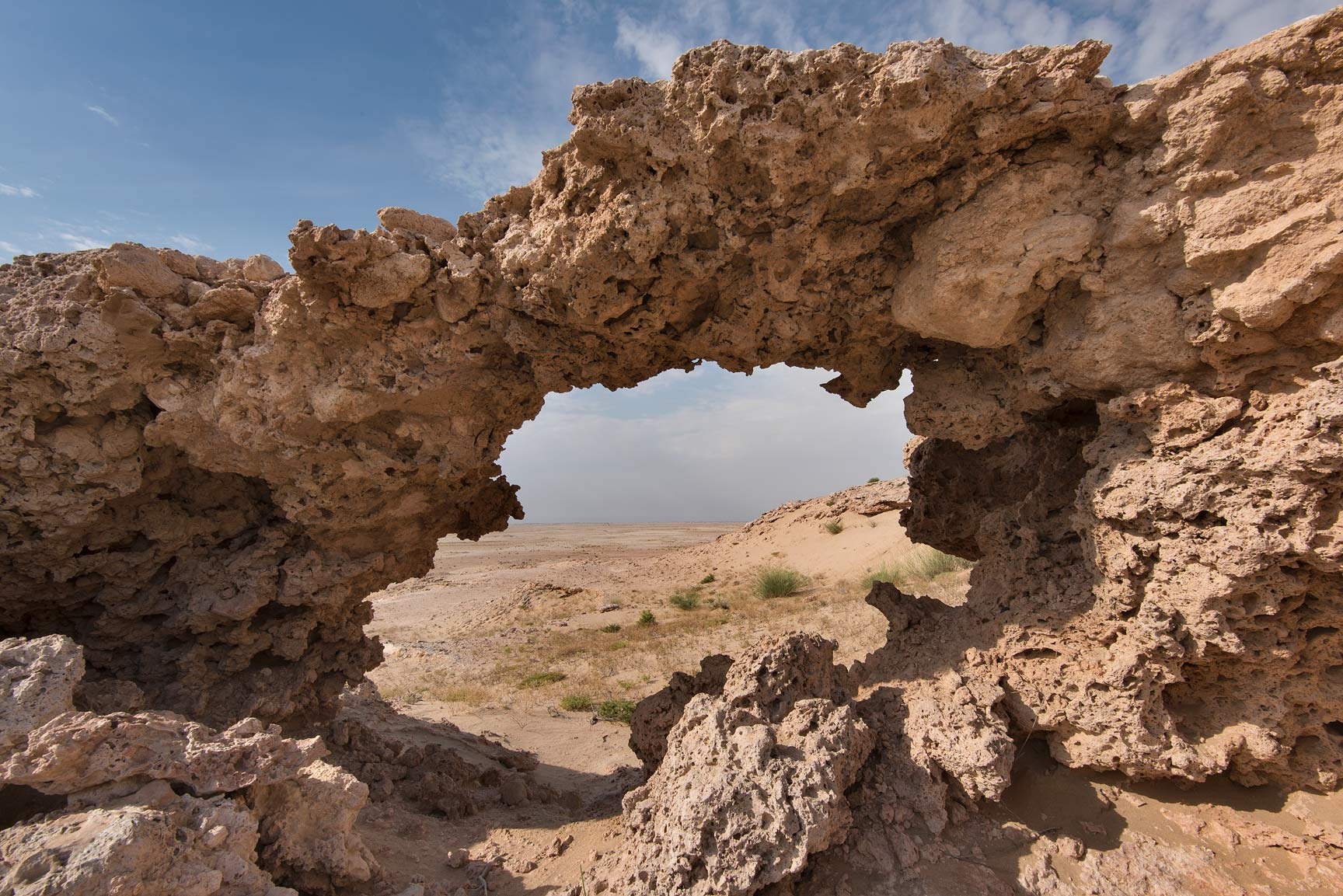
قوس الحجر الجيري في الخرارة
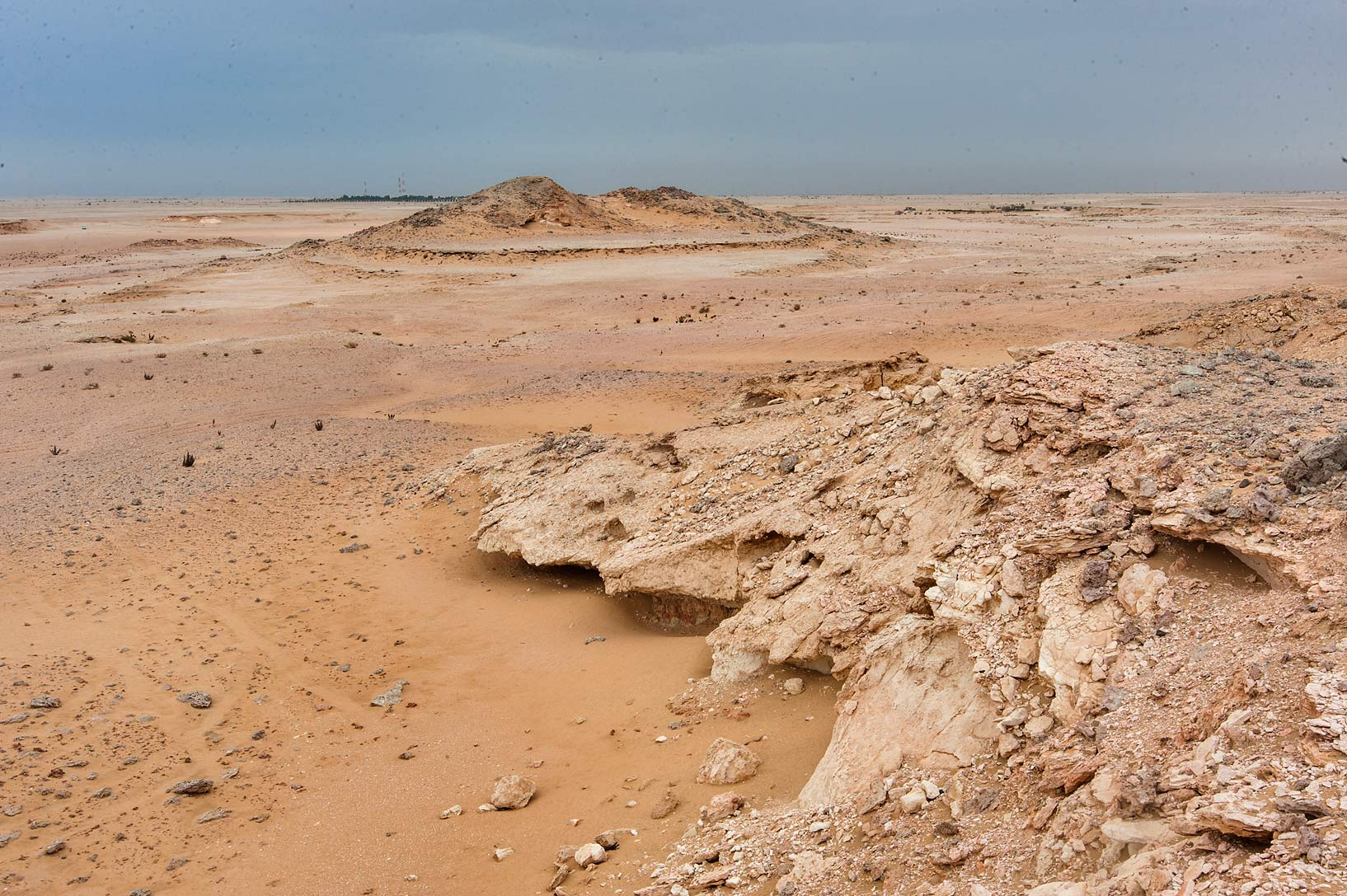
منظر للخرارة من منحدر جبلي
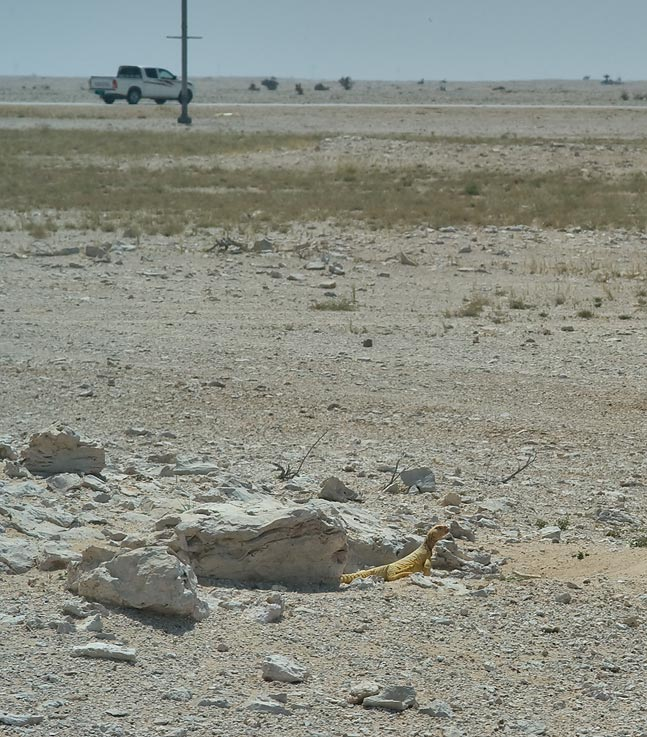
ضب (الاسم العلمي: Uromastyx aegyptia) بالقرب من جحرها في الخرارة
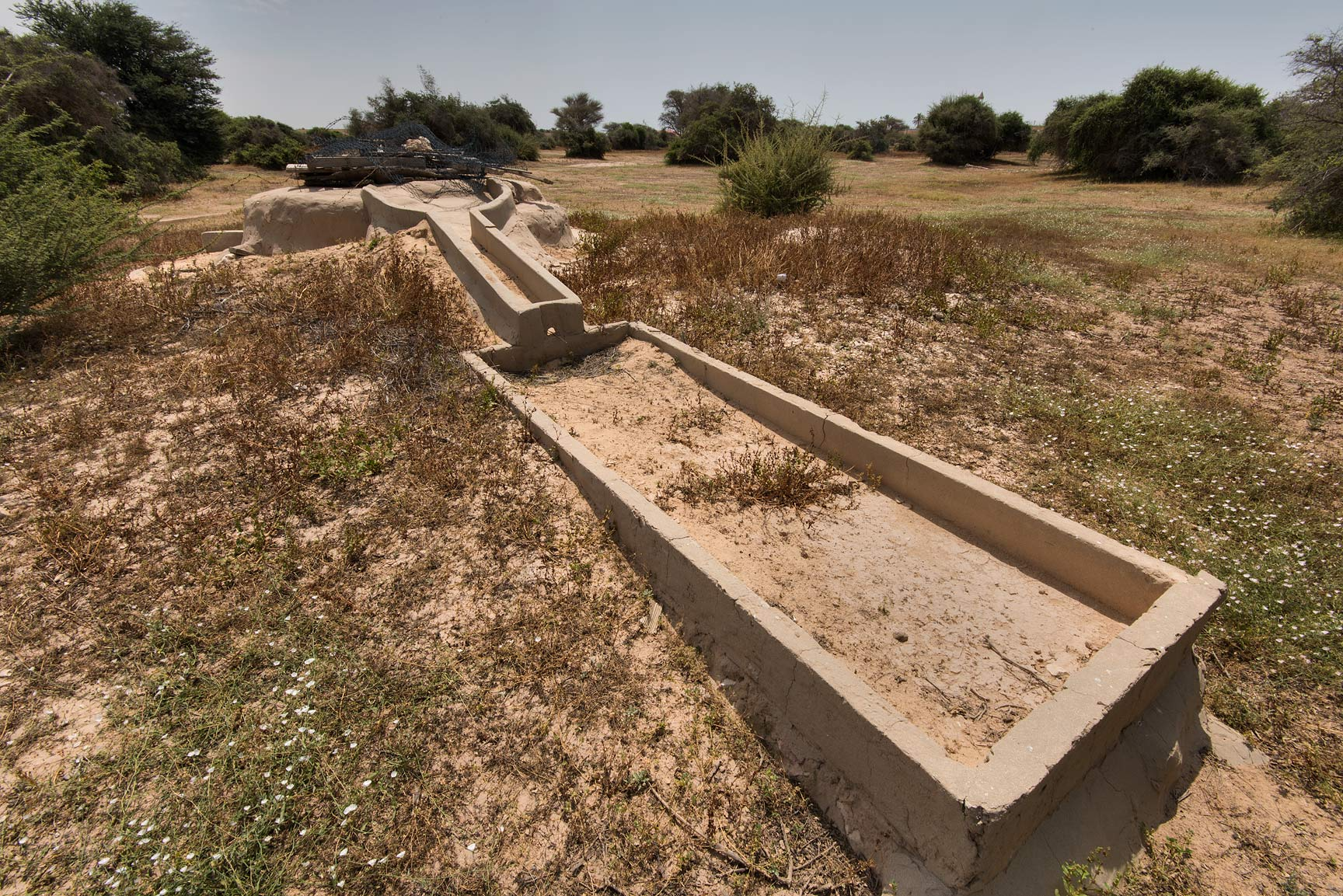
بئر مياه الخرارة القديمة